# Чолакян, Гарник
Гарник Чолакян (арм. Գառնիկ Չոլաքյանը; род. 21 декабря 2002) — армянский тяжелоатлет, бронзовый призёр чемпионата Европы 2025 года.

## Карьера
С 2019 года армянский спортсмен принимает участие в международных состязаниях по тяжёлой атлетике. На юношеском чемпионате Европы 2019 года в категории до 49 кг стал чемпионом с результатом 192 кг.
В 2021 году на юниорском чемпионате Европы одержал победу в весовой категории до 55 кг с результатом 230 кг. В мае 2022 года на юниорском чемпионате мира в весовой категории до 55 кг стала победителем с результатом 240 кг по сумме двух упражнений. В 2024 году дебютировал на взрослом чемпионате мира, где занял седьмое место в категории до 61 кг с результатом 280 кг.
На чемпионате Европы в Кишинёве, в апреле 2025 года, завоевал бронзовую медаль в весовой категории до 61 кг с итоговым результатом 275 кг. В упражнении «рывок» стал серебряным призёром (124 кг).

## Достижения
Чемпионат Европы
| Результат | Вес      | Год  | Место соревнований | Рывок | Толчок | Общий вес |
| Бронза    | до 61 кг | 2025 | Кишинёв, Молдова   | 124,0 | 151,0  | 275,0     |